# Сретен Младеновић Мика
Сретен Младеновић Мика (Крагујевац, 2. август 1916 — Куршумлија, 12. април 1942) био је учесник Народноослободилачке борбе и народни херој Југославије.

## Биографија
Рођен је 1916. године у Крагујевцу. Потиче из имућне занатлијске породице која је била власник три куће у центру Крагујевца. Његов отац Лазар био је опанчар, а мајка Драга је водила пословање опанчарске радње.
После основне школе, завршио је војно-техничку школу, а онда и гимназију у Крагујевцу. Потом је отишао у Београд, где се запослио у фабрици мотора у Раковици. Тада се уписао и на Машински факултет, као ванредни студент.
Још као ученик војно-техничке школе, прикључио се омладинском револуционарном радничком покрету. Као млади радник у Београду, такође је учествовао у револуционарном радничком покрету. Због учешћа у штрајку, био је ухапшен и осуђен на три месеца затвора. После изласка из затвора, напустио је Београд и прешао у Краљево, где се запослио уз помоћ партијске орагнизације.
Због своје истакнуте револуционарне активности, 1936. године је био примљен у чланство Комунистичке партије Југославије (КПЈ), а 1940. године је изабран за члана Окружног комитета КПЈ за Крагујевац. Као партијски радник активно је радио на омасовљивању радничког покрета, синдикалних организације, Комунистичке партије и Савеза комунистичке омладине (СКОЈ). Због тога је био често хапшен и прогањан од старне полиције.
После окупације Краљевине Југославије, маја 1941. године, Покрајински комитет КПЈ за Србију је донео одлуку да Мика, као одраније полицији познати револуционар, напусти Крагујевац и пређе у Ниш, где је преузео дужност секретара новоформираног Окружног комитета КПЈ за Ниш. Овај комитет привремено је поред нишког, обухватао и територије прокупачког и пиротског округа. Одмах по доласку у Ниш, Мика је активно радио на спровођењу одлука донетих на Мајском саветовању ЦК КПЈ и на организовању отпора непријатељу. Обилазио је партијске организавције у Сврљигу, Сокобањи и Белој Паланци, као и на подручју Топлице, где је преносио директиве о прикупљању оружја, стварњу илеганих ударих група и другим активностима на припремама за устанак.
Када је јуна 1941. године извршена реорганизација Окружног комитета КПЈ за Ниш, Мика је и даље наставио да буде његов секретар. У овом периоду активно је радио на укључивању у Народноослободилачки покрет (НОП) радника радника железничке и мостовске радионице у Нишу. Крајем јула, у селу Каменици, код Ниша руководио је седницом ОК КПЈ за Ниш, на којој је партијски актив био упознат са директивом ЦК КПЈ од 4. јула о позиву на устанак. На том састанку донета је одлука о формирању партизанских одреда у нишком округу. Одмах потом прешао је на терен Топлице, где је одржао састанак са тамошњим партијским руководством, које је такође упознао са директивом ЦК КПЈ и одлуком ОК КПЈ за Ниш.
Активно је учествовао у припремама за оснивање Топличког партизанског одреда, који је био формиран 3. августа. Такође је учествовао у организовања саботажа и диверзија у окупираном Нишу, од којих се највише истиче диверзија код хотела „Парк“, који је извео омладинац Александар Војиновић. После једне полицијске провале у партијску организацију у Нишу, Мика је да би избегао хапшење, прешао на терен Топлице, где је преузео фукцију политичко-партијског инструктора. Обилазио је Озренски и Сврљишки партизански одред, којима је помагао да се реше неки проблеми настали тешкоћама борбе. Такође је обилазио и Топлички партизаски одред, са којимје учествовао и у борабама са непријатељем.
Крајем фебруара 1942. године, заједно са још око 30 другова, боравио је на ослобођеној територији у околини Куршумлије. Тада су на превару били ухавћени од четника, који су одлучили да их стрељају. Приликом одвођења на стрељање, крај реке Топлице, Мика је заједно са још једним другом, успео да скочи у полузалеђену реку и тако се спасао сигурне смрти.
Активно је радио на оживљавању Народноослободилачке борбе, поготово у време бугарско-недићевске и четничке офанзиве на партизане у Топлици, Јабланици, Пустој Реци и Бабичкој Гори. Партизански одреди су током ове офанзиве дошли у веома тежак положај. Мика се тада налзио са Топличким партизанским одредом. У једној борби, у близини Куршумлије, 12. априла 1942. године, били су опкољени од стране четника и изненађени. У тој борби Мика је био рањен у ногу и заробљен.
Тада су га препознали неки четници из Куршумлије, и да им он поново не би побегао поломили су му другу ногу. После краћег мучења и неуспелог саслушања четници су га стрељали. Сутрадан после стрељања, бугарски окупатори су његов леш ископали и фотографисали, како би могли да се похвале да су партизани у Топлици уништени.
Указом Председништва АВНОЈ-а постхумно је 6. јула 1945. одликован Орденом заслуга за народ првог реда. Указом председника Федеративне Народне Републике Југославије Јосипа Броза Тита 9. октобра 1953. проглашен је за народног хероја.
Основна школа и улица у Нишу и дечји вртић у беогрсдској општини Раковица носе његово име.
Улица у центру родног Крагујевца у којој су живели његови родитељи и три сестре као и он сам, носи његово име.
Основна школа у Десимировцу, насељеном месту на територији града Крагујевца носи његово име.